# Марсело Залајета
Марсело Данубио Залајета (шп. Marcelo Danubio Zalayeta; 5. децембар 1978) бивши је уругвајски фудбалер који је играо на позицији нападача.
Прве године своје професионалне каријере провео је у Данубију и Пењаролу. Године 1997. заиграо је за Јувентус у којем је провео 10 сезона и за то време освојио три титуле првака Италије. Такође је био послат три пута на позајмице док је био члан торинског клуба. Након тога је прешао у Наполи у којем је последњу сезону провео на позајмици Болоњи. Касније је једну сезону провео у Турској, у Кајсериспору, а потом се вратио у Пењарол, где је и завршио каријеру.
За репрезентацију Уругваја одиграо је 32 утакмице и постигао десет голова. Био је у саставу тима на Копа Америци 1999.

## Трофеји
Јувентус
- Серија А: 1997/98, 2001/02, 2002/03.
- Серија Б: 2006/07.
- Суперкуп Италије: 2002, 2003.

Пењарол
- Прва лига Уругваја: 1997, 2012/13.

Уругвај
- Светско првенство за младе: друго место 1997.
- Копа Америка: друго место 1999.